# Distrito Industrial de Marabá
Uma das arteriais do Distrito Industrial, em 2020.
Industrial, ou oficialmente Distrito Industrial de Marabá, é um núcleo urbano do município de Marabá, sendo um dos seis componentes do distrito-sede marabaense. No ano de 2000, a prefeitura de Marabá estimou sua população em 2886 habitantes. É o menos populoso núcleo urbano de Marabá.
Tem como característica peculiar a alta concentração industrial em sua grade urbana. Suas industrias produzem principalmente ferro-gusa, aço e móveis.
Formou-se na década de 1980 particularmente como uma área industrial, para abrigar as industrias metal-mecânicas de Marabá. Embora ainda concentre grandes estruturas industriais, abriga unidades residenciais e estruturas de entretenimento e lazer que servem ao município de Marabá. Desde 2018, configura-se como um núcleo urbano.

## História
O Industrial surgiu através do planejamento e gestão da Companhia de Desenvolvimento Industrial do Pará (CDI), que pretendia interiorizar o parque industrial do estado. Foi instalado em 1986 numa área de 1.300 hectares, para criar a base de um polo metalúrgico na região.

### Décadas de 1980 e 1990

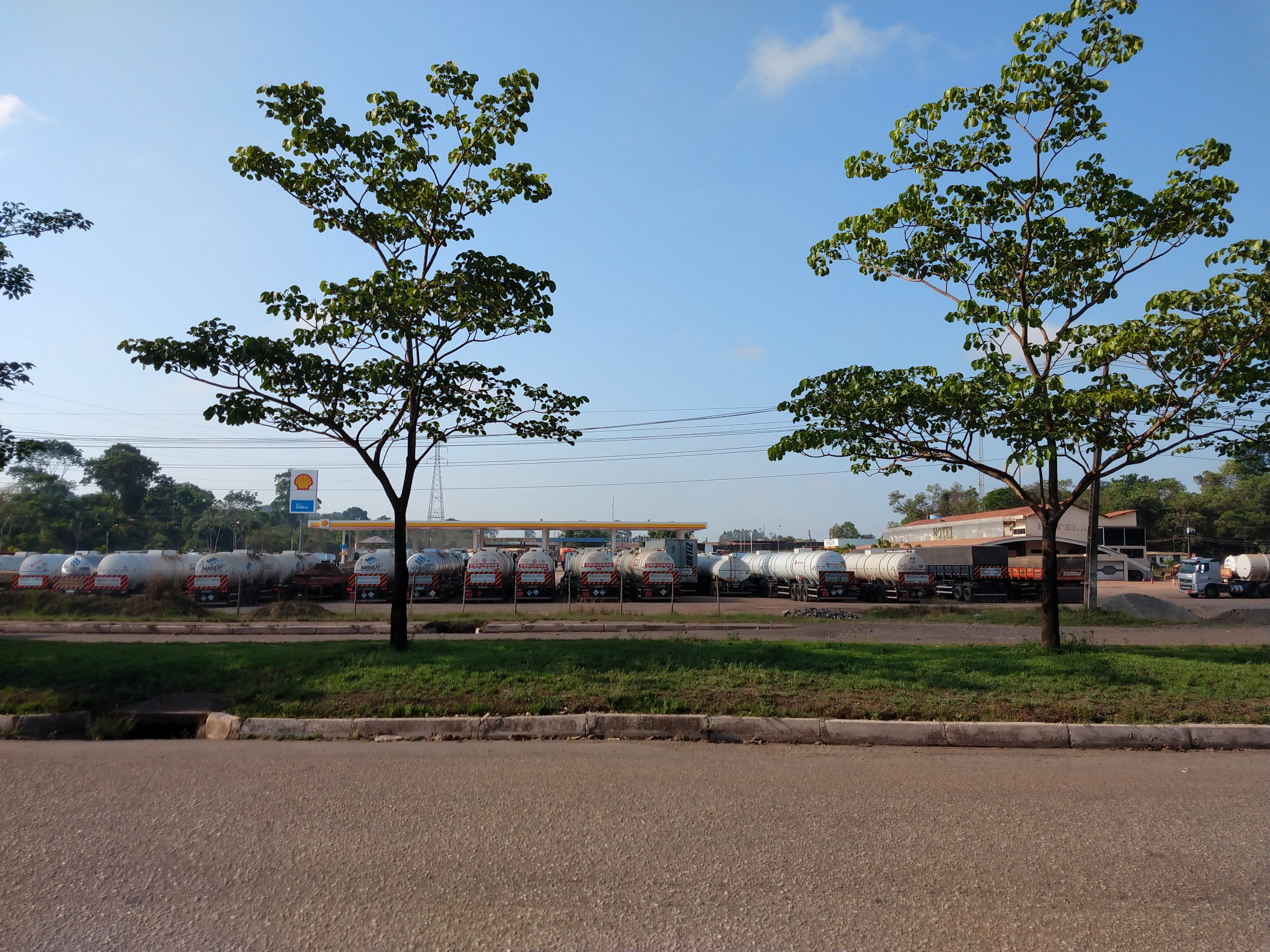
Posto de combustíveis na arterial principal do Setor Industrial, em 2020.

Embora criado essencialmente para abrigar industrias metalúrgicas, suas primeiras estruturas a funcionarem regularmente foram as de corte de madeira e de logística. Os pátios de abastecimento, manobra e manutenção de equipamentos ferroviários, além da estação ferroviária municipal, foram as primeiras estruturas a funcionar no núcleo.
O Setor Industrial (espécie de bairro do núcleo) contava apenas com duas indústrias instaladas em sua área, a Cosipar e a Simara, mas a partir da década de 2000, uma grande massa de investimentos foi aplicada para ampliação do parque industrial. Em pouco tempo muitas indústrias se fixaram no local.
Outras cadeias industriais (madeireira/moveleira e agroindustrial), não necessariamente ligadas à metalurgia, migraram para o Industrial a partir da metade da década de 1990, instalando-se ao longo da rodovia BR-155 (que corta o núcleo), e no "bairro" Setor Ferroviário.
Na década de 1990 foi instalado no Industrial áreas destinadas ao entretenimento e ao lazer. O núcleo passou a sediar, em 1999, o Parque de Exposições Agropecuárias de Marabá, onde se realiza a Expoama, recebendo anteriormente também as estruturas do Kartódromo de Marabá. Neste período foi inaugurado o Parque Zoobotânico de Marabá em uma área de preservação ambiental do núcleo para conservação de fauna e flora.

### Década de 2000: crise do setor sídero-metalúrgico
Desde o estouro da Grande Recessão no Brasil em 2008, Marabá sofreu um processo de desindustrialização. O parque industrial da cidade, localizado no núcleo, que chegou a ter 11 grandes metalúrgicas funcionando com capacidade plena em janeiro de 2008, chegou a julho de 2009 com somente uma das empresas operando regularmente. Os principais mercados consumidores da gusa e do aço do município, os Estados Unidos, o Japão e a China, reduziram sua demanda e forçaram as empresas a dar férias coletivas aos funcionários.
O maior rigor na aplicabilidade das legislações ambiental e trabalhista, coincidiu no momento de maior fragilidade do setor sidero-metalúrgico de Marabá. O setor, que dependia de grandes quantidades de carvão vegetal para manter seus fornos funcionando, contribuía para a grande taxa de desflorestamento na Amazônia, além de ser conivente em relação ao trabalho escravo nas propriedades rurais produtoras de carvão, permanecendo com tais práticas mesmo após seguidas denúncias. Grandes operações do IBAMA e do MTE foram realizadas entre 2008 e 2011 resultando no fechamento por irregularidades de 8 das 11 indústrias. Em dezembro de 2012 estavam em operação somente as sídero-metalúrgicas Ibérica, Sinobras e Sidepar.

### Década de 2010
Desde 2010 o Industrial passou a abrigar estruturas residenciais organizadas, pois embora houvesse residentes dentro de sua área, estes não aglomeravam-se em uma bairro propriamente dito. Loteamentos residenciais foram instalados ás margens da BR-155, dando ao núcleo contornos residenciais.

## Grade urbana

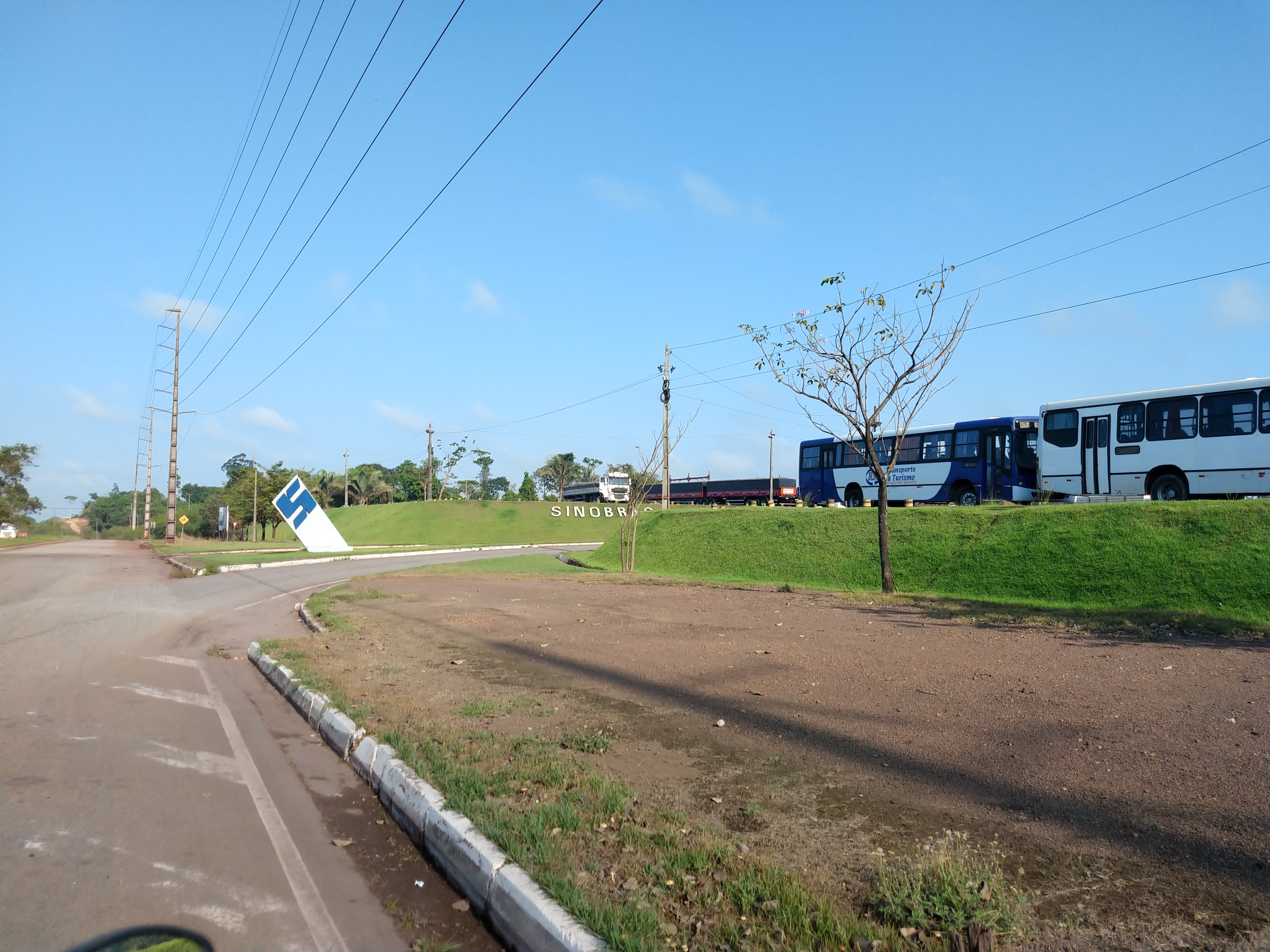
Portaria da Sinobras, na arterial principal do Setor Industrial, em 2020.

Em seu planejamento inicial, a grade urbana do Industrial deveria compor-se de áreas industrias (atual Setor Industrial), de logística (atual Setor Ferroviário) e de conservação ambiental, todas alojadas em torno da rodovia BR-155 e da Estrada de Ferro Carajás.
As áreas de conservação ambiental serviriam para permitir um ambiente mais aprazível ao núcleo e para servir como áreas de contenção demográfica entre o Industrial e a Nova Marabá. Houve relativo sucesso neste último propósito, pois não ocorreram invasões ou ocupações desordenadas nos Setores Ferroviário e Industrial.
Desde o Plano Diretor Municipal de 2006, o Industrial absorveu as áreas do Setor Ferroviário e as áreas ao longo da BR-155 até o limite como o bairro do Entroncamento (popularmente conhecido como KM-06) no núcleo urbano da Nova Marabá. Pelo Plano Diretor de 2006, não recebeu a categoria de "distrito de expansão", mas desde 2010 áreas residenciais instalaram-se neste caracterizando uma provável mudança em sua categoria. A revisão do plano diretor de 2018 o confirmou como um núcleo urbano.
Não há um partição em bairros no Industrial, entretanto observa-se uma clara separação entre as áreas deste, sendo três as principais:
1. Setor Industrial – onde se localiza o parque metalúrgico, o Parque Zoobotânico e o Kartódromo.
2. Setor Ferroviário – no entorno da estação ferroviária municipal, onde se localiza os equipamentos ferroviários, o Parque de Exposições e as indústrias moveleiras e agroindustriais.
3. Setor Residencial – de frente para o Setor Ferroviário e ao lado do Parque Zoobotânico de Marabá, onde encontram-se os loteamentos residenciais, além de unidades industrias diversas nas proximidades.

## Ligações Externas
- «Site Oficial da Sindiferpa»
- «Site Oficial da Prefeitura de Marabá»